# La Ricamarie
La Ricamarie és un municipi francès situat al departament del Loira i a la regió d'Alvèrnia-Roine-Alps. L'any 2007 tenia 7.933 habitants.

## Demografia

### Població
El 2007 la població de fet de La Ricamarie era de 7.933 persones. Hi havia 3.230 famílies de les quals 1.139 eren unipersonals (430 homes vivint sols i 709 dones vivint soles), 848 parelles sense fills, 932 parelles amb fills i 311 famílies monoparentals amb fills.
La població ha evolucionat segons el següent gràfic:
Habitants censats

### Habitatges
El 2007 hi havia 3.783 habitatges, 3.342 eren l'habitatge principal de la família, 26 eren segones residències i 416 estaven desocupats. 1.043 eren cases i 2.715 eren apartaments. Dels 3.342 habitatges principals, 1.309 estaven ocupats pels seus propietaris, 1.982 estaven llogats i ocupats pels llogaters i 51 estaven cedits a títol gratuït; 76 tenien una cambra, 445 en tenien dues, 1.117 en tenien tres, 1.044 en tenien quatre i 660 en tenien cinc o més. 1.481 habitatges disposaven pel capbaix d'una plaça de pàrquing. A 1.642 habitatges hi havia un automòbil i a 704 n'hi havia dos o més.

### Piràmide de població
La piràmide de població per edats i sexe el 2009 era:
| Homes | Edats   | Dones |
| ----- | ------- | ----- |
| 4     | 95 o +  | 9     |
| 6     | 90 a 94 | 59    |
| 49    | 85 a 89 | 130   |
| 62    | 80 a 84 | 117   |
| 132   | 75 a 79 | 213   |
| 176   | 70 a 74 | 286   |
| 186   | 65 a 69 | 261   |
| 194   | 60 a 64 | 191   |
| 170   | 55 a 59 | 188   |
| 304   | 50 a 54 | 271   |
| 284   | 45 a 49 | 311   |
| 302   | 40 a 44 | 308   |
| 214   | 35 a 39 | 268   |
| 287   | 30 a 34 | 232   |
| 280   | 25 a 29 | 234   |
| 229   | 20 a 24 | 275   |
| 286   | 15 a 19 | 326   |
| 273   | 10 a 14 | 281   |
| 206   | 5 a 9   | 256   |
| 247   | 0 a 4   | 242   |

## Economia
El 2007 la població en edat de treballar era de 4.791 persones, 3.036 eren actives i 1.755 eren inactives. De les 3.036 persones actives 2.358 estaven ocupades (1.273 homes i 1.085 dones) i 678 estaven aturades (374 homes i 304 dones). De les 1.755 persones inactives 486 estaven jubilades, 457 estaven estudiant i 812 estaven classificades com a «altres inactius».

### Ingressos
El 2009 a La Ricamarie hi havia 3.382 unitats fiscals que integraven 8.142,5 persones, la mediana anual d'ingressos fiscals per persona era de 12.788 €.

### Activitats econòmiques
Dels 341 establiments que hi havia el 2007, 3 eren d'empreses extractives, 14 d'empreses alimentàries, 7 d'empreses de fabricació de material elèctric, 33 d'empreses de fabricació d'altres productes industrials, 68 d'empreses de construcció, 93 d'empreses de comerç i reparació d'automòbils, 16 d'empreses de transport, 16 d'empreses d'hostatgeria i restauració, 3 d'empreses d'informació i comunicació, 15 d'empreses financeres, 6 d'empreses immobiliàries, 20 d'empreses de serveis, 26 d'entitats de l'administració pública i 21 d'empreses classificades com a «altres activitats de serveis».
Dels 91 establiments de servei als particulars que hi havia el 2009, 1 era una comissaria de policia, 1 oficina de correu, 2 oficines bancàries, 1 funerària, 15 tallers de reparació d'automòbils i de material agrícola, 1 taller d'inspecció tècnica de vehicles, 1 autoescola, 12 paletes, 11 guixaires pintors, 12 fusteries, 5 lampisteries, 7 electricistes, 1 empresa de construcció, 8 perruqueries, 8 restaurants, 2 tintoreries i 3 salons de bellesa.
Dels 37 establiments comercials que hi havia el 2009, 1 era un hipermercat, 1 un supermercat, 2 grans superfícies de material de bricolatge, 3 botiges de menys de 120 m², 12 fleques, 3 carnisseries, 2 llibreries, 3 botigues de roba, 1 una sabateria, 1 una botiga d'electrodomèstics, 2 botigues de mobles, 1 una botiga de material esportiu, 1 una botiga de material de revestiment de parets i terra, 1 una perfumeria i 3 joieries.
L'any 2000 a La Ricamarie hi havia 9 explotacions agrícoles que ocupaven un total de 72 hectàrees.

## Equipaments sanitaris i escolars
El 2009 hi havia 2 centres de salut, 5 farmàcies i 1 ambulància.
El 2009 hi havia 3 escoles maternals i 4 escoles elementals. La Ricamarie disposava d'un col·legi d'educació secundària amb 178 alumnes.

## Poblacions properes
El següent diagrama mostra les poblacions més properes.